# Francoske regije
Francija je razdeljena na 18 upravnih regij (francosko régions, edina région [ʁeʒjɔ̃]), od tega jih je 13 v metropolitanski Franciji (tj. na evropski celini), ostalih pet pa je v čezmorskih (ne zamenjujmo jih z čezmorskimi odvisnimi ozemlji, ki imajo pol avtonomni status) .
Vseh 13 celinskih upravnih regij (vključno s Korziko od leta 2019) je nadalje razdeljenih na 2 do 13 upravnih departmajev (skupaj 95), pri čemer je prefekt regijskega središča (tudi predsednik regijskega sveta) vsake regije tudi regionalni prefekt. Čezmorske regije upravno sestavlja samo en departma in imajo tudi status čezmorski departma. Departmaji se še naprej delijo na občine (skupaj jih je 34 967).
Večina upravnih regij ima tudi status regionalnih "teritorialnih kolektivnosti" (francosko collectivité teritoriale, prej collectivité locale), ki so skupaj z lokalno upravo, departmajsko in občinsko kolektivnostjo pod regijsko ravnijo. Izjeme so Korzika, Francoska Gvajana, Mayotte in Martinique, kjer funkcije regij in departmajev upravljajo enotne lokalne samouprave, ki imajo konsolidirano pristojnost in so znane kot ena teritorialna kolektivnost (Collectivité territoriale unique).

## Zgodovina

### 1982–2015
Izraz regija je bil uradno ustanovljen z zakonom o decentralizaciji (2. marec 1982), ki je regijam podelil tudi njihov pravni status. Prve neposredne volitve za regionalne predstavnike so bile 16. marca 1986 .
Med letoma 1982 in 2015 je bilo v Metropolitanski Franciji 22 regij. Pred letom 2011 so bile štiri čezmorske regije (Francoska Gvajana, Guadeloupe, Martinique in Réunion); Leta 2011 je Mayotte postala peta.
| 1. Alzacija (Alsace) 2. Akvitanija (Aquitaine) 3. Auvergne 4. Spodnja Normandija (Basse-Normandie) 5. Burgundija (Bourgogne) 6. Bretanja (Bretagne) 7. Center (Center-Val de Loire) 8. Šampanja - Ardeni (Champagne-Ardenne) 9. Korzika (Corse) 10. Franche-Comté 11. Zgornja Normandija (Haute-Normandie) | 12. Île-de-France 13. Languedoc-Roussillon 14. Limousin 15. Lorena (Lorraine) 16. Jug-Pireneji (Midi-Pyrénées) 17. Nord - Pas-de-Calais 18. Loire (Pays de la Loire) 19. Pikardija (Picardie) 20. Poitou-Charentes 21. Provansa - Alpe - Azurna obala (Provence-Alpes-Côte d'Azur) 22. Rona - Alpe (Rhône-Alpes) |  |
Prekomorske pokrajine, ki so hkrati tudi departmaji, so:
1. Gvadelup
2. Francoska Gvajana
3. Martinik
4. Réunion
5. Mayotte

### Reforme in združevanje regij
Leta 2014 je francoski parlament sprejel zakon o zmanjšanju števila metropolitanskih regij z 22. na 13. s 1. januarjem 2016.
Zakon je dal vmesna imena za večino novih regij, tako da je združil imena nekdanjih regij, npr. regija, sestavljena iz Akvitanije, Poitou-Charentes in Limousin, se je začasno imenovala Akvitanija-Limousin-Poitou-Charentes. Vendar kombinirano območje Zgornje in Spodnje Normandije preprosto imenujemo "Normandija" (Normandie). Stalna imena so novi regionalni sveti predlagali do 1. julija 2016, nova imena pa je Conseil d'État potrdil do 30. septembra 2016. Zakonodaja, ki opredeljuje nove regije, je tudi tej regiji omogočila, da uradno spremeni svoje ime v "Center-Val de Loire" z učinkom od januarja 2015. Dve regiji, Auvergne-Rhône-Alpes in Bourgogne-Franche-Comté, sta se odločili, da obdržita začasni imeni.
| Bivša regija              | Bivša regija         | Nova regija (vmesno ime)                 | Nova regija (končno ime)                             |
| ------------------------- | -------------------- | ---------------------------------------- | ---------------------------------------------------- |
|                           | Burgundija           | Burgundija - Franche-Comté               | Burgundija - Franche-Comté (Bourgogne-Franche-Comté) |
| Franche-Comté             |                      | Burgundija - Franche-Comté               | Burgundija - Franche-Comté (Bourgogne-Franche-Comté) |
|                           | Akvitanija           | Akvitanija - Limousin - Poitou-Charentes | Nova Akvitanija (Nouvelle-Aquitaine)                 |
| Limousin                  |                      | Akvitanija - Limousin - Poitou-Charentes | Nova Akvitanija (Nouvelle-Aquitaine)                 |
| Poitou-Charentes          |                      | Akvitanija - Limousin - Poitou-Charentes | Nova Akvitanija (Nouvelle-Aquitaine)                 |
|                           | Spodnja Normandija   | Normandija                               | Normandija                                           |
| Zgornja Normandija        |                      | Normandija                               | Normandija                                           |
|                           | Alzacija             | Alzacija - Šampanja - Ardeni - Lorena    | Grand Est                                            |
| Šampanja - Ardeni         |                      | Alzacija - Šampanja - Ardeni - Lorena    | Grand Est                                            |
| Lorraine                  |                      | Alzacija - Šampanja - Ardeni - Lorena    | Grand Est                                            |
|                           | Languedoc-Roussillon | Languedoc-Roussillon - Jug-Pireneji      | Okcitanija                                           |
| Jug-Pyrénées              |                      | Languedoc-Roussillon - Jug-Pireneji      | Okcitanija                                           |
|                           | Nord - Pas-de-Calais | Nord - Pas-de-Calais - Pikardija         | Hauts-de-France                                      |
| Pikardija                 |                      | Nord - Pas-de-Calais - Pikardija         | Hauts-de-France                                      |
|                           | Auvergne             | Auvergne - Rona - Alpe                   | Auvergne - Rona - Alpe (Auvergne-Rhône-Alpes)        |
| Rona - Alpe (Rhône-Alpes) |                      | Auvergne - Rona - Alpe                   | Auvergne - Rona - Alpe (Auvergne-Rhône-Alpes)        |

|  | Bretanja (Bretagne)                                         |
|  | Centre - Val de Loire                                       |
|  | Korzika (Corse)                                             |
|  | Francoska Gvajana (Guyane)                                  |
|  | Gvadelup (Guadeloupe)                                       |
|  | Île-de-France                                               |
|  | Martinik (Martinique)                                       |
|  | Mayotte                                                     |
|  | Loire (Pays de la Loire)                                    |
|  | Provansa - Alpe - Azurna obala (Provence-Alpes-Côte d'Azur) |
|  | Reunion                                                     |

## Vloga
Regije nimajo ločenih zakonodajnih pooblastil in zato ne morejo napisati svojega zakona. Odmerjajo svoje davke in v zameno prejemajo manjši del proračuna od centralne vlade, ki jim daje del davkov, ki jih pobira. Imajo tudi precejšnje proračune, ki jih upravlja regionalni svet (conseil régional), sestavljen iz predstavnikov, ki so bili izvoljeni za funkcijo na regionalnih volitvah.
Primarna odgovornost regije je graditi in opremljati srednje šole. Marca 2004 je francoska centralna vlada razkrila kontroverzen načrt za prenos predpisov o določenih kategorijah učiteljev, ki niso poučevali, na regionalne oblasti. Kritiki tega načrta so trdili, da davčni prihodki niso zadostni za plačilo nastalih stroškov in da bi takšni ukrepi povečali regionalne neenakosti.
Poleg tega imajo regije precejšnjo diskrecijsko moč pri porabi infrastrukture, na primer za izobraževanje, javni prevoz, univerze in raziskave ter za pomoč lastnikom podjetij. To je pomenilo, da so vodje bogatih regij, kot sta Île-de-France ali Rhône-Alpes, lahko na visokih položajih.
Predlogi za dodelitev omejene zakonodajne avtonomije regijam so naleteli na velik odpor; drugi predlagajo prenos nekaterih pooblastil iz departmajev na njihove regije, pri čemer imajo prvi omejene pristojnosti.

## Čezmorske regije
Čezmorska regija (francosko: Région d'outre-mer) je nedavno imenovana za čezmorski departma, in ima podobne pristojnosti kot metropolitanske regije. Kot sestavni del Francoske republike imajo  predstavnike v državnem zboru, senatu in ekonomsko-socialnem svetu, izvolijo poslanca v Evropski parlament in uporabljajo evro kot svojo valuto.
Čeprav so ta ozemlja imela te politične pristojnosti od leta 1982, ko je francoska politika decentralizacije narekovala, da jim lahko podelijo izvoljene regionalne svete skupaj z drugimi regionalnimi pristojnostmi, je imenovanje čezmorskih regij postalo ustavna sprememba šele leta 2003;dDejansko novo besedilo ustave ne daje prednost niti čezmorskemu departmaju niti čezmorski regiji, čeprav druge francoski mediji še vedno ne uporabljajo.
Status čezmorske regije imajo:
- v Indijskem oceanu (Afrika)
  - Mayotte
  - Reunion
- v Ameriki
  - Francoska Gvajana v Južni Ameriki
  - Gvadelup na Antilih (Karibi, Srednja Amerika)
  - Martinik na Antilih (Karibi, Srednja Amerika)

Saint Pierre in Miquelon (izven Kanade, Severna Amerika), nekoč čezmorski departma, je bil leta 1985 določen na teritorialno kolektivnost.